# 仮想共同体
仮想共同体（かそうきょうどうたい）は、英語の virtual community の訳語の一つであるが、必ずしも定着しているわけではなく、文脈によりインターネット共同体、Webコミュニティまたはネット共同体ともいう。
インターネット自体が一種の仮想社会であるが、その中でもWorld Wide Webで特定のテーマで特定のサイトには、特定の人が集まる。その中でのテーマをもった議論や掲示板、オンラインゲームに参加する人たちのコミュニティから、各自に部屋やスペースが与えられ、ネット上に仮想の生活を営む人たちのコミュニティも増えている。